# Raimund Dreyschock
Raimund Dreyschock   (Žáky, 30 d'agost de 1824 - Leipzig, 6 de febrer de 1869) va ser un violinista txec, germà del pianista Alexander Dreyschock, oncle del compositor, Zdeněk Fibich.
Va estudiar al Conservatori de Praga amb Friedrich Wilhelm Pixis. Des de 1845 va estar de gira per Europa intensament, incloent amb el seu germà. El 1850 es va establir a Leipzig, gairebé immediatament va aconseguir el lloc del vice-concertino a l'orquestra de la Gewandhaus. Des de 1860 també va ser professor de violí al Conservatori de Leipzig; entre els seus deixebles, en particular, Richard Hoffman.
És autor de peces de saló per a violí i piano.
Va estar casat amb la cantant Elizabeth Noza (1832-1911); el seu fill Félix Dreyschock (1860-1906) també es va convertir en compositor i professor de música.